# الشجين (فرع العدين)

تعديل مصدري - تعديل

الشجين هي إحدى قرى عزلة العاقبة بمديرية فرع العدين التابعة لمحافظة إب، بلغ تعداد سكانها 355 نسمة حسب تعداد اليمن لعام 2004.